# Adam Piechowicz
Adam Piechowicz (* 8. März 1963 in Warschau) ist ein polnischer Politiker (PPPP, PEiR „Nadzieja“, SdPl). Er gehörte von 1991 bis 1993 dem Sejm in dessen I. Wahlperiode an und war 1992 bis 1993 Vorsitzender der Abgeordnetengruppe der Partia Emerytów i Rencistów „Nadzieja“. 2014/15 war er Chefberater der polnischen Ministerpräsidentin Ewa Kopacz.

## Leben und Beruf
Adam Piechowicz wurde in der polnischen Hauptstadt geboren. Nachdem er 1983 die dortige Fachschule für Gartenbau abgeschlossen hatte, absolvierte er ein Studium an der Fakultät für Politikwissenschaften und internationale Studien der Universität Warschau. Später war er als Privatunternehmer tätig.

## Politik
Bei der ersten vollständig freien Parlamentswahl 1991 wurde Piechowicz als Mitglied der Polska Partia Przyjaciół Piwa (Polnische Partei der Freunde des Bieres) in den Sejm gewählt. Dort gehörte er der Gruppe „Małe Piwo“ (Kleines Bier) an, aus der die Abgeordnetengruppe „Spolegliwość“ entstand. 1992 wechselte er in die Partia Emerytów i Rencistów „Nadzieja“, deren Abgeordnetengruppe im Sejm er bis zum Ende der Wahlperiode leitete. Später engagierte er sich in der Socjaldemokracja Polska, wo er ab 2004 mehrere Jahre das Vorstandsbüro leitete. Von September 2014 bis Januar 2015 war er Chefberater der polnischen Ministerpräsidentin Ewa Kopacz.